# Arquelau II de Comana
Arquelau II (en llatí Archelaus en grec antic Ἀρχέλαος "Arkhélaos") fou rei del Pont i sacerdot del temple de Bel·lona a Comana. Va succeir al seu pare Arquelau I l'any 55 aC, segons Estrabó.
El 51 aC Arquelau va ajudar els rebels de Capadòcia aixecats contra el rei Ariobarzanes II, als que va proporcionar diners i soldats, però Ciceró, que en aquell moment era procònsol de Cilícia, el va obligar a retirar-se.
Juli Cèsar, quan va haver acabat la Segona Guerra Civil romana contra Gneu Pompeu, el va destituir, i el va substituir per un noble grec anomenat Licomedes, segons Appià.
El seu fill Arquelau, que va tenir amb la seva esposa Glafira, va ser nomenat rei de Capadòcia per Marc Antoni, que tenia llaços clientelars amb la família.